# José Joaquim Ribeiro
Dom José Joaquim Ribeiro (Degolados, Campo Maior, 4 de fevereiro de 1918 - Évora, 27 de julho de 2002) foi um bispo católico português e um grande defensor intransigente dos timorenses, tanto no período final dos portugueses, quer na invasão cruel de Timor-Leste pelos indonésios em 7 de dezembro de 1975. Esteve perto de dois anos a viver sob à invasão bárbara das Forças Armadas da Indonésia (Bakin) perpetou sobre Timor-Leste.

## Biografia
Frequentou o Seminário Maior de Évora, onde foi ordenado sacerdote, na Arquidiocese de Évora, em 25 de agosto de 1940, na Capela do Carmelo de Fátima, e mais tarde celebrando a primeira missa em Elvas, no dia 8 de setembro seguinte. 
Exerceu os cargos de prefeito e professor do Seminário Menor de Vila Viçosa, 1940-1944; e prefeito, professor e diretor espiritual do Seminário Menor de Vila Viçosa, e vice-reitor, em 1951.
Preparou e dirigiu o Congresso Eucarístico de Elvas, em 1949, e organizou várias peregrinações diocesanas ao solar da padroeira em Vila Viçosa. Em viagem de estudo, percorreu os seminários de Espanha, França e Bélgica, em estágios de espiritualidade na "Solitude", em Issy, em Paris, e no Seminario Diocesano Vitoria-Gastez, em Espanha. 
Foi nomeado cónego da Sé de Évora a 8 de maio de 1957.
A 30 de novembro de 1957 foi eleito Bispo titular de Egeia e auxiliar do Arcebispo de Évora, D. Manuel Trindade Salgueiro, tendo sido sagrado na Sé de Évora a 27 de abril de 1958 pelo Arcebispo de Évora, sendo consagrantes os Bispos do Algarve e Auxiliar de Braga, o D. Francisco Rendeiro, O.P., e D. Francisco Maria da Silva. 
Tomou como divisa das suas armas de fé: Christus heri et hodie / Cristo é o mesmo ontem e hoje. 
"Para a sua nomeação fez-se decerto sentir a influência do clero alentejano, se não foi o Núncio Apostólico [em Lisboa], monsenhor [Maximilien de] Fürstenberg, que impôs a sua marca protetora". A 20 de julho de 1965 foi nomeado bispo coadjutor do Bispo de Díli, com o direito de sucessão, tendo chegado a Díli, em 16 de fevereiro de 1966.
Partiu no dia 7 de fevereiro de 1966 do Aeroporto de Lisboa e passou por Francoforte, Roma, Carachi, Bombaim, Banguecoque e Hong Kong. Aqui deu um salto "a Macau para, nesta cidade, demorar-se por alguns dias, no intuito de conhecer e contatar com o grupo de seminaristas timorenses que lá fazem os seus cursos de Filosofia e Teologia. Em Macau, o Sr. Bispo Coadjutor foi hóspede" do prelado, D. Paulo José Tavares. Depois retomou a sua viagem em Hong Kong foi a Darwin, na Austrália, aonde ficou permaneceu de 14 a 16 de fevereiro na companhia do seu bispo D. John Patrick O'Loughlin, dos Missionários do Sagrado Coração (MSC). Finalmente, chegou ao Aeroporto Internacional de Baucau em 16 de fevereiro de 1966, para exercer as funções para que havia sido nomeado pelo Papa Paulo VI. Posteriormente, o Bispo Coadjutor e o Bispo Residencial fizeram de Baucau até o Aeródromo Humberto da Cruz, de Díli,  nos Transportes Aéreos de Timor (TAT). Esperavam por eles os mais alto representantes do meio civil e religioso, entre os quais o governador de Timor, o coronel de Estado-Maior José Alberty Correia. Ele acentuou que "vim eu e comigo veio tudo o que era meu - para a Diocese de Díli trago tudo o que sou e tudo o que tenho para me pôr incondicionalmente ao serviço da Igreja em Timor".
Durante cerca de um ano como Bispo Coadjutor, ele teve como "as visitas pastorais e particulares à maior parte da Diocese; alguns turnos de Exercícios Espirituais a Religiosas e às estudantes do lar académico de Díli; e as conferências sobre os temas conciliares proferidas na pro-catedral. Sua Excia Revma. tem-se dedicado também aturadamente ao estudo dos magnos documentos do Concílio Vaticano II".
Em Díli decorreu, no dia 10 de outubro de 1966, a cerimónia do lançamento, pelo governador de Timor, coronel de Estado-Maior José Alberty Correia, da primeira pedra de futuro edifício da Escola Técnica Professor Doutor Joaquim da Silva Cunha, tendo a bênção sido administrada pelo Bispo Coadjutor, D. José Joaquim Ribeiro. Seguiu-se a sessão solene de abertura das aulas nos estabelecimentos de ensino secundário, que decorreu no Liceu Dr. Francisco Machado.
No dia 28 de dezembro de 1966, o Bispo de Díli, D. Jaime Garcia Goulart informa que pediu a sua resignação em setembro ao Papa Paulo VI e aguarda "devido ao meu precário estado de saúde e fadiga".
Até o dia 31 de janeiro de 1967, quando foi nomeado Bispo de Díli.

## Episcopado em Díli
Neste dia assumiu ipso facto o governo da Diocese de Díli, como seu Bispo Residencial em virtude de a Santa Sé ter aceitado, nesta data, a resignação do seu primeiro Bispo, D. Jaime Garcia Goulart.
Começa logo a "aconselhar" a aposentação e a retirar dos lugares-chaves que ocupavam há muito tempo, alguns, com dezenas de anos, os velhos padre.
Pouco tempo depois, o Bispo de Díli veio a Lisboa, Évora e o Estado da Santa Sé, para tratar de assuntos da sua diocese. Entretanto, o governo do episcopado foi deixado ao padre novo José Correia Rolo, que era dos Salesianos. No dia 22 de agosto de 1967 ele regressou a Díli e logo teve pela frente o Stanley Ho Hung-sun (何鴻燊), pois fundou a Sociedade de Turismo e de Diversões de Timor (STDT), o concessionário dos jogos, com a conivência do governador coronel José Alberty Correia. A partir de 23 de dezembro de 1968 começam a explorar os slot machines e os jackpots da STDT. E é a partir daí que ele se tornou um crítico desta empresa e de sucessivos governadores do Timor português. Por exemplo, no dia 11 de fevereiro de 1970, o bispo de Díli, D. José Joaquim Ribeiro, fez uma incitação pascal em que afirmou que: " ...aos queridos cristãos timorenses exortamos e pedimos com toda a veemência da nossa alma que estejam de sobreaviso, defendam-se e ajudem os seus irmãos a defenderam-se deste trágico flagelo do jogo e da impureza que só traz a ruína, aumenta a miséria e tira a paz aos nossos lares".
Em 1969, D. José Joaquim Ribeiro e a Diocese de Díli promoveram a Fundação Bispo Medeiros com vista a fomentarem a formação dos jovens timorenses, porque ele acreditava "proféticamente" que: "[d]entro de 10 anos irá haver uma grande reviravolta em Timor. Portanto, é urgente a formação de quadros timorenses da Igreja e da sociedade civil". No dia 10 de dezembro de 1971 fala-se na Fundação Bispo Medeiros e passados uns dias é publicados uma exposição no Seara. No dia 25 de dezembro de 1971, publica o Conselho Superior da Fundação Bispo Medeiros que é constituída pelo prelado, como presidente; Eng.º Mário Carrascalão, como vice-presidente; Dr. Luís Filipe Ferreira Reis Thomaz, como secretário; Paulo Quintão da Costa, vogal; e António Pedro Baptista, como vogal, que foi também publicado na Seara.     
Em 1972, aconselhou o Irmão Luís de Sousa Coutinho a partir para as montanhas de Manu-Mera, porque esperava-o uma ordem de deportação para Portugal. Segundo este Irmão Luís de Sousa Coutinho: "Aí viveu por dois anos e meio, saindo de Timor em 1974, por questões de segurança, aquando do início da guerra civil, e, uma vez mais, a conselho do Bispo de Díli".
Em março de 2016, o cientista social das Relações Internacionais, Moisés Silva Fernandes, chegou a uma conclusão que o novo bispo de Díli, D. José Joaquim Ribeiro, "conseguiu esclarecer uma desinformação javanesa acerca de uma alegada entrega pacífica do Timor português à Indonésia, por parte do seu antecessor no cargo", D. Jaime Garcia Goulart. Segundo lhe confidenciou o bispo apostólico romano de Atambua, D. Theodorus van den Tillaart, no dia 12 de dezembro de 1967, com "o apoio dos meios eclesiásticos em Jacarta" fizeram uma tentativa juntos dos dois bispos indonésios, que vivem perto de Timor português. Mas os dois bispos indonésios, D. Theodorus van den Tillaart, SVD, de Atambua, e D. Gabriel Wilhelmus Manek, SVD, de Ende, da ilha das Flores, "recusaram a tarefa de que pretenderam encarrega-los sob a alegação de que, como católicos, não deveriam interferir nos assuntos políticos que só ao Estado Indonésio competia resolver".
Na qualidade de Bispo de Díli passou nas suas homilias dominicais a ser muito contundente sobre as precárias condições que os timorenses hodiernos tinham comparativamente com os seus antepassados de 400 anos. Mas ele não cessou.
Na manhã do dia 7 de dezembro de 1975, o Bispo de Díli, D. José Joaquim Ribeiro, e o Vigário-Geral, Pe. Martinho da Costa Lopes, estavam a transportar num "jeep" vários feridos timorenses para o Hospital Guildo Valadares, com a ajuda de dois jovens timorenses. Todavia, o Bispo de Díli teve que ficar com dois jovens timorenses, porque o "comandante indonésio", que falava inglês, não permitia que os dois jovens timorenses pudessem ir ao respetivo hospital e porque estavam a alegar a sua "morte". Assim, o Pe. Martinho da Costa Lopes continuou a sua viagem, de 5 quilómetros, com os timorenses feridos até ao Hospital Guildo Valadares. Após ter regressado, o D. José Joaquim Ribeiro "estava a pedir com o seu rosário à Deus", os dois jovens timorenses estavam à seu cargo e era 12h00. Como estavam a comer os soldados indonésios, o Bispo de Díli e o Vigário-Geral pediram que os quatro fossem para o sua residência episcopal. Após diversas instruções e contradições, o "comandante" do ABRI deu autorização para que os quatro elementos pudessem regressar a sua residência episcopal, o Bispo de Díli, o Vigário-Geral e os dois jovens timorenses, que foram salvos.
O Pe. João Felgueiras, S.J., o Irmão Dornelas e um seminarista timorense ferido chegaram a Câmara Eclesiástica do Bispo de Díli, no dia 25 de dezembro de 1975, que os acolheu "a nossa visita como o melhor presente do Natal". Ficaram uma semana com o Bispo. Havia numerosos timorenses que estavam na Câmara Eclesiástica do Bispo de Timor. Segundo o Pe. João Felgueiras, S.J.: "O Bispo narrava episódios das violências praticadas pelos Indonésios".
D. José Joaquim Ribeiro foi um homem muito empenhado na causa timorense. Segundo Jill Jolliffe: "ele confrontou os comandantes [indonésios] nas ruas, insistindo em transportar os feridos para o hospital, no seu próprio carro".
Por outro lado, quando as mulheres vinham apelar junto de D. José Joaquim Ribeiro, para a libertação dos seus maridos, "[o] Bispo enviava as senhoras para a praia: 'Vá à praia senhora, vá à praia'. Ali os matavam! O Bispo também intercedia perante os timorenses respeitados pelo militares indonésios para obter proteção para as pessoas em perigo".
O Pe. Martinho da Costa Lopes disse no livro, de 2001, Fighting Spirit of East Timor: The Life of Martinho da Costa Lopes, Zed Books, a Rowena Lennox, que o D. José Joaquim Ribeiro disse que ele temia Fretilin, porque acreditava que a associação iria romper este vínculo. O prelado notou que os comunistas era anti-igreja. Mas havia que ter muito cuidado. Quando um general indonésio interveio na sua presença, "[a]o que o Bispo atalhou atalhou, levantando a mão, dizendo: 'Alto, senhor general, a Fretilin não matou nenhum padre".
O prelado estava muitíssimo preocupado pelas invasão dos militares indonésios. Segundo o Pe. João Felgueiras, S.J.: "O Bispo percorria as ruas da cidade de batina branca, faixa vermelha e cruz peitoral, visitando as famílias, que todas viviam sob grande terror, em especial os de etnia chinesa. Essas pessoas defendiam-se, dizendo aos militares indonésios que apareciam: 'Estamos sob o cuidado do Bispo'".
Com a situação completamente a desagregar, devido à violência por parte dos militares da Indonésia, "[o] Bispo, quando recebia visitas dos indonésios, censurava-os: 'Vós éreis esperados, mas o modo com entrastes e atuates fez perder todas as expectativas".
No entanto, o D. José Joaquim Ribeiro: "was slapped in the face by an Indonesian officer on one occasion and that his bishop's ring was torn from his hand because Indonesia would never recognise a white bishop".
"Desde o início da invasão, a Igreja constituiu um interlocutor que interpelou o invasor e assumiu desde a primeira hora a defesa do povo. O Bispo não conseguiu travar a 'onda da devastação', mas era respeitado e visitado. Era a única entidade que emergia e que se impunha ao invasor. Alguns lugares, como igrejas, escolas foram abrigo e refúgio que acolheram o povo, como o complexo escolar de Balide e a nova igreja paroquial ainda em construção".
Em 1977, D. José Joaquim Ribeiro: "meanwhile had evaded surveillance to denounce Indonesian atrocities to Australian journalist Richard Carleton. He was alleged to have witnessed mass executions on Dili wharf, including that of Australian journalist Roger East".
Entretanto, escreveu uma carta ao Presidente Suharto, da Indonésia, fazendo muitas queixas e acusações, em janeiro de 1976. Esta situação levou o presidente Suharto, da Indonésia, a criar uma comissão de investigação para monitorizar as queixas e acusações do prelado. Passado uns tempos, a comissão chegou a conclusão que o bispo de Díli tinha exagerado.
Dom José Joaquim Ribeiro governou a diocese de Díli até 1977, a quase dois anos depois da invasão do território de Timor-Leste pelas Forças Armadas da Indonésia (ABRI). Antevendo dificuldade no relacionamento com as novas autoridades, e estando consciente das intenções dos Indonésios de querer utilizar a sua pessoa, como português que era, para forçar Portugal a reconhecer à integração de Timor na Indonésia. 
No entanto, D. José Joaquim Ribeiro estava enfrentando um colapso nervoso. Perturbado pelos assassinatos em massa dos timorenses, pediu a sua resignação em maio de 1977, ao Papa Paulo VI. Este pedido foi-lhe concedido em 22 de outubro de 1977, sendo substituído por D. Martinho da Costa Lopes, Vigário-Geral e Administrador Apostólico de Díli.
Entretanto, o D. José Joaquim Ribeiro, recebeu um ofício da Vaticano, no dia 22 de outubro de 1977, a dar-lhe à resignação e passou para o novo Administrador Apostólico de Díli, D. Martinho da Costa Lopes, a incumbência de dirigir a Igreja timorense, passando a Diocese de Díli a corresponder-se diretamente com o Estado da Santa Sé.
Porém, o Bispo deixou Díli para ir a Nunciatura Apostólica em Jacarta em novembro de 1977. Durante a sua estadia em Jacarta: "era visitado por alguns dignitários indonésios que pretendiam saber o que ele iria dizer no exterior sobre a situação de Timor". Ele confessou ao Núncio Apostólico em Jacarta, Vincenzo Maria Farano, que: "sinto-me numa grande tristeza porque deixo o povo de Timor num grande sofrimento". Todavia, ele estava cheio de medo na Indonésia e em especial de Jacarta, porque havia entre os militares da Indonésia havia uma tentativa de o fazer assassinar. Por isso o: "Núncio levou o Bispo até o deixar sentado dentro do avião, pois D. José temia pela sua segurança enquanto estivesse na Indonésia".

## O bispo emérito
Regressado a Portugal, viveu muitos anos em Lisboa, ajudando no serviço paroquial. 
No entanto, quando um investigador do governo australiano, Tom Sherman, visitou Portugal em 1996, e entrevista-lo, D. José Joaquim Ribeiro recusou-se a depor sobre as mortes que ocorreu em Timor-Leste, e, basicamente, tomou como os seus segredos para o túmulo.
Domingos de Oliveira, líder da União Democrática Timorense (UDT), que permaneceram em Timor-Leste após a invasão da Indonésia, disse que a partir de Perth, na Austrália, que o D. José Joaquim Ribeiro tinha desempenhado um papel admirável durante a ocupação indonésia. 
"Durante o ataque de paraquedistas que ele e Padre Martinho da Costa Lopes tentou recolher e enterrar os corpos daqueles que tinham sido executados", lembrou. "Mais tarde, ele exortou-nos a resistir à ocupação, mas com inteligência". Ele disse os timorenses devem fazer tudo o possível para contradizer as informações indonésias sobre Timor-Leste para o mundo exterior.
Em 1986, a convite do Arcebispo de Évora, D. Maurílio de Gouveia, mudou-se para Évora, indo viver para a Casa Sacerdotal desde esse ano. Ainda viveu mais dezasseis anos. Mas, finalmente, foi "vítima de doença cardíaca", às 15h00 do dia 27 de julho de 2002.
Na eucaristia estiveram presentes o D. Manuel Madureira Dias, prelado do Algarve, D. Manuel Falcão, bispo emérito de Beja, D. José Alves, bispo auxiliar de Lisboa, bem como dezenas de sacerdotes, além de muito familiares e amigos. Os seus restos mortais repousam no Cemitério dos Remédios de Évora. 